# Кејуга (Северна Дакота)
Кејуга (енгл. Cayuga) град је у америчкој савезној држави Северна Дакота.

## Демографија
По попису из 2010. године број становника је 27, што је 34 (-55,7%) становника мање него 2000. године.
| Група             | 2000.      | 2010.       |
| Белци             | 59 (96,7%) | 27 (100,0%) |
| Афроамериканци    | 0 (0,0%)   | 0 (0,0%)    |
| Азијати           | 0 (0,0%)   | 0 (0,0%)    |
| Хиспаноамериканци | 0 (0,0%)   | 0 (0,0%)    |
| Укупно            | 61         | 27          |